# Altan (famiglia)
Gli Altan (talvolta anche Althan) sono una famiglia aristocratica italiana, stanziata in Friuli.

## Storia
La tradizione individua il capostipite di questo nobile casato in Antonio Althan, il quale, nel 1295, forse giunse dalla Germania in Friuli al seguito del patriarca di Aquileia Raimondo della Torre, in qualità di suo consigliere. Uno dei successori del della Torre, il patriarca Marquardo di Randeck, in ricompensa dei servigi prestati, investì il detto Antonio e i suoi successori della giurisdizione del castello di San Vito al Tagliamento, nonché di alcune ville del contado circostante.
Tano, figlio di Antonio, ricevette il feudo di Taglietto dal patriarca e cardinale Antonio Caetani, mentre Matteo, figlio di Tano, con i suoi quattro figli Antonio, Enrico, Tano e Bianchino, fu il capostipite delle quattro diverse ramificazioni nelle quali si sarebbe successivamente sviluppata la casa. Questo Matteo, nel 1460, acquistò il castello di Salvarolo (oggi comune di Pramaggiore, in provincia di Venezia) quale feudo libero con diritto di voto in seno al Parlamento della Patria del Friuli; il 6 luglio dello stesso anno fu innalzato alla dignità di conte del Sacro Romano Impero, e nominato conte di Salvarolo, mentre il 22 febbraio 1469, con apposito Diploma, fu nominato, infine, conte del Sacro Palazzo Lateranense. Entrambi i titoli vennero resi trasmissibli alla discendenza.
La Repubblica di Venezia riconobbe a questa famiglia tutti i titoli e i feudi precedentemente acquisiti, e rinnovò l'investitura del suddetto castello, con giurisdizione civile e criminale sui villaggi annessi di Campomolino (oggi comune di Gaiarine), Versuta (presso Casarsa della Delizia) e Passerizza. Gli Altan furono, quindi, iscritti all'Albo d'Oro dei Titolati della Repubblica. Si ricorda, inoltre, un esponente di questo casato che fu cavaliere dell'Ordine Gerosolimitano.
Furono confermati nel rango comitale dal governo imperiale austriaco con Sovrana Risoluzione del 28 febbraio 1821. Gli Altan esistono tutt'oggi, con vari possedimenti nel Nordest d'Italia.

## Arma
Scudo ovale con bordura a forma di serpente che si mangia la coda di verde - inquartato al 1° e 4° fascia di oro su troncato di argento e di azzurro - rosa araldica di rosso sull'argento - 3 teste di leone in maestà di oro poste in fascia sull'azzurro - 2° e 3° di azzurro a una collinetta di oro movente dal basso sormontata da una ala spiegata di argento - sul tutto scudetto ovale di argento caricato da una aquila di nero coronata di oro.

## Membri illustri
- Antonio Altan ( - 1450), vescovo e legato pontificio del XIV secolo;
- Carlo Tullio Altan (1916 - 2005), antropologo, sociologo e filosofo italiano;
- Francesco Tullio Altan (1942), fumettista e disegnatore italiano, figlio del precedente.

## Luoghi e architetture
- Palazzo Altan, a San Vito al Tagliamento;
- Palazzo Altan Rota, sempre a San Vito al Tagliamento;
- Villa Altan, a Pramaggiore;
- Villa Altan, a Cappella Maggiore;
- Villa Altan Sandre, a Gaiarine.